# 格倫阿旺 (加利福尼亞州)
格倫阿旺（英語：Glen Avon）是位於美國加利福尼亞州河濱縣的一個人口普查指定地區。

## 地理
格倫阿旺的座標為34°01′02″N 117°29′31″W / 34.01722°N 117.49194°W，而該地最高點為海拔高度230米（即755英尺）。

## 人口
根據2010年美國人口普查的數據，格倫阿旺的面積為21.066平方千米，當中陸地面積為20.976平方千米，而水域面積為0.090平方千米。當地共有人口20199人，而人口密度為每平方千米958人。